# Symbrenthia horishana
Symbrenthia horishana är en fjärilsart som beskrevs av Teiso Esaki och Nakahara 1930. Symbrenthia horishana ingår i släktet Symbrenthia och familjen praktfjärilar. Inga underarter finns listade i Catalogue of Life.